# 长青乡 (鸡西市)
长青乡，是中华人民共和国黑龙江省鸡西市城子河区下辖的一个乡镇级行政单位。

## 行政区划
长青乡下辖以下地区：
新阳村、向阳村、和平村、正阳村、城东村和红卫村。